# 南陳路駅
座標: 北緯31度19分24秒 東経121度23分35秒 / 北緯31.32333度 東経121.39306度
南陳路駅（なんちんろ-えき）は、上海市宝山区に位置する上海地下鉄7号線の駅である。

## 駅構造
- 島式ホーム1面2線を有する地下駅。

## 駅周辺
- 上海大学宝山キャンパス

## 歴史
- 2009年12月5日 - 開業。

## 隣の駅
上海軌道交通
■7号線
上海大学駅 - 南陳路駅 - 上大路駅